# Slovenija na kvalifikacijah za nastop na Zimskih olimpijskih igrah 2002 v hokeju na ledu
Slovenska hokejska reprezentanca je bila na kvalifikacijah za uvrstitev na Zimske olimpijske igre 2002 razvrščena v skupino 1, kjer se je med 10. in 13. februarjem 2000 v Ljubljani borila proti reprezentancam Nemčije, Italije in Srbije, na Olimpijske igre je vodilo prvo mesto v skupini. Po dveh porazih in zmagi je Slovenija zasedla tretje mesto, na Olimpijske igre se je uvrstila Italija. 

## Tekme
| 10. februar 2000 | Slovenija | 0 - 7 | Italija | Hala Tivoli, Ljubljana |

| Poročilo tekme | Poročilo tekme | Poročilo tekme  | Poročilo tekme | Poročilo tekme |
| -------------- | -------------- | --------------- | -------------- | -------------- |
|                |                | (0:1, 0:2, 0:4) |                |                |

| 12. februar 2000 | Slovenija | 2 - 5 | Nemčija | Hala Tivoli, Ljubljana |

| Poročilo tekme | Poročilo tekme | Poročilo tekme  | Poročilo tekme | Poročilo tekme |
| -------------- | -------------- | --------------- | -------------- | -------------- |
|                |                | (0:1, 2:1, 0:3) |                |                |

| 13. februar 2000 | Slovenija | 11 - 0 | Srbija | Hala Tivoli, Ljubljana |

| Poročilo tekme | Poročilo tekme | Poročilo tekme  | Poročilo tekme | Poročilo tekme |
| -------------- | -------------- | --------------- | -------------- | -------------- |
|                |                | (1:0, 4:0, 6:0) |                |                |